# Peter Kocher
| 129342 Ependes        | 5 novembre 2005  |
| 145562 Zurbriggen     | 24 luglio 2006   |
| 157640 Baumeler       | 1º dicembre 2006 |
| 159351 Leonpascal     | 10 marzo 2007    |
| 164585 Oenomaos       | 13 luglio 2007   |
| 164586 Arlette        | 14 luglio 2007   |
| 175476 Macheret       | 4 settembre 2006 |
| 188894 Gerberlouis    | 15 dicembre 2006 |
| 207385 Maxou          | 4 settembre 2005 |
| 218998 Navi           | 3 maggio 2008    |
| 221712 Moléson        | 10 marzo 2007    |
| 221908 Agastrophus    | 21 agosto 2008   |
| 242648 Fribourg       | 13 luglio 2005   |
| 246167 Joskohn        | 5 settembre 2007 |
| 251485 Bois-d'Amont   | 2 marzo 2008     |
| 294295 Brodardmarc    | 1º novembre 2007 |
| 341826 Aurelbaier     | 10 gennaio 2008  |
| 352333 Sylvievauclair | 1º novembre 2007 |

Peter Kocher (23 giugno 1939 – 16 marzo 2025) è stato un astronomo amatoriale svizzero.
Il Minor Planet Center gli accredita le scoperte di centoquattordici asteroidi, effettuate tra il 2005 e il 2012.